# Kapitelwerder

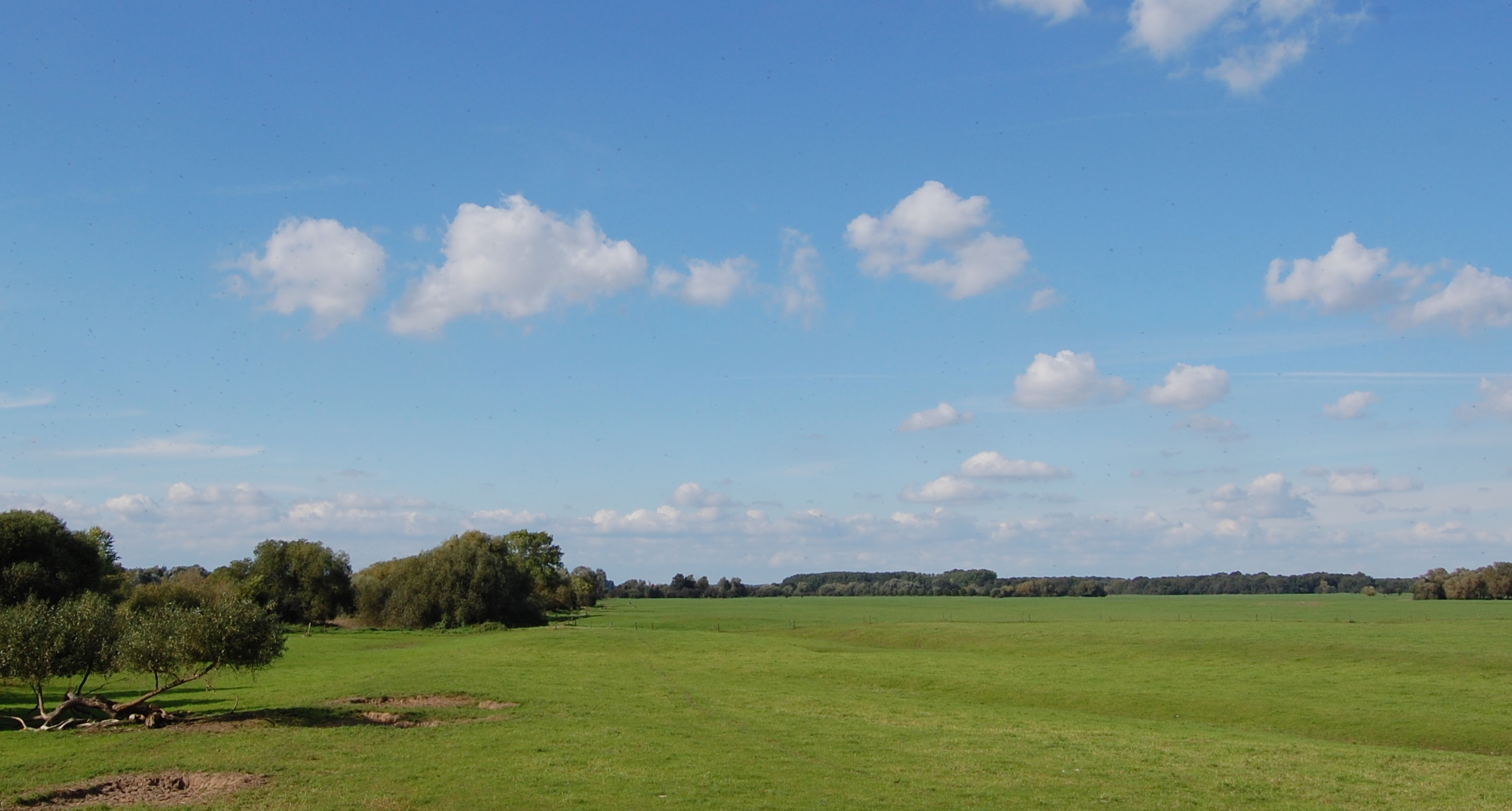
Blick von Süden über den Kapitelwerder, Aufnahme 2010

Der Kapitelwerder ist ein Landstrich am rechten Ufer der Elbe gegenüber dem Dorf Westerhüsen. In historischer Zeit befand sich dort mit dem Kapitelholz ein Waldgebiet.

## Lage
Im Norden grenzt der heute zum Magdeburger Stadtteil Randau-Calenberge gehörende Kapitelwerder etwa im Bereich der Fähre Westerhüsen an den Holzwerder. Die Grenze zu dem dort ursprünglich befindlichen Waldgebiet war in der Vergangenheit durch einen Grenzgraben markiert. Südlich schließt sich der Greifenwerder an. In der Vergangenheit war diese Grenze durch einen Malbaum gekennzeichnet. Sie befindet sich etwa gegenüber dem südlichen Ende der heutigen Ortsbebauung Westerhüsens.
Heute ist dieses Gebiet durch große Wiesen geprägt. Es bestehen jedoch auch einzelne Bäume und klein Baumgruppen. Der Bereich ist nicht eingedeicht und daher regelmäßigen den Hochwassern der Elbe ausgesetzt. Etwa in diesem Bereich liegen auch die Jägerkolke und der Sonnensee.

## Geschichte
Der Name Kapitelwerder bzw. -holz rührt daher, dass das Gebiet dem Domkapitel gehörte. Für die Zeit um 1600 ist als Forstverwalter Joachim Schnauke überliefert. Bekannt ist auch, dass Schnauke in tiefer Feindschaft zum Förster des nördlichen Praepositurholzes, Moritz Sangerhausen, stand und es fortlaufend Streitigkeiten zwischen den beiden Verwaltern gab. Schnauke verstarb etwa 1631. Zunächst übernahm Moritz Sangerhausen mit Sitz im Forsthaus Kuhlenhagen nun auch die Verwaltung des Kapitelholzes, bis er jedoch bereits 1632 ebenfalls starb. Nachfolger wurde der Förster Peter Voigt.
Der Baumbestand des Kapitelholzes dürfte wohl bereits im Zuge des Wiederaufbaus des nahe gelegenen Magdeburg nach der Zerstörung der Stadt im Jahr 1631 abgeholzt worden sein.
Im Mai 2016 wurden auf einer Weide in der Nähe zweier Feldwege, etwa auf halber Strecke zwischen Sonnensee und Schwarzem Krüger, zwei skelettierte Kälber gefunden. Als Todesursache wurde der Angriff von Wölfen vermutet.